# Александрович, Иван Иванович
Иван Иванович Александрович (1886—1915) — капитан, военный лётчик, участник Первой мировой войны.

## Биография
Родился 21 июля 1886 года в Витебской губернии, происходил из дворян Виленской губернии, сын отставного генерал-майора.
Образование получил в Ярославском кадетском корпусе, по окончании курса в 1904 году поступил в Павловское военное училище. 23 марта 1906 года выпущен подпоручиком в Варшавскую крепостную артиллерию, в которой служил до самого начала Первой мировой войны. За это время Александрович получил чины поручика (1 сентября 1909 года) и штабс-капитана (3 августа 1913 года).
В 1913 году Александрович был командирован для прохождения обучения полётам на аэропланах в Авиационный отдел Офицерской воздухоплавательной школы, затем учился в Военной авиационной школе.
По выпуске из школы Александрович сначала служил младшим офицером Севастопольского крепостного авиационного отряда, а с 9 декабря 1914 года был начальником Владивостокского крепостного авиационного отряда. За это время Александрович был награждён орденами св. Станислава 3-й степени (4 апреля 1913 года) и св. Анны 3-й степени (6 июля 1914 года, «за окончание авиационной школы»).
В начале 1915 года Александрович был отправлен на фронт, где получил назначение начальником 2-го Сибирского корпусного авиационного отряда. Умер 2 мая 1915 года от ран, полученных при авиакатастрофе на аэродроме города Стрый в Галиции. Похоронен 11 мая 1915 г. в Севастополе на гарнизонном (Михайловском) кладбище. Могила не сохранилась.
Высочайшим приказом от 1 сентября 1915 года Александрович был посмертно награждён орденом св. Георгия 4-й степени
За то, что 28-го и 29-го апреля 1915 г. рядом отважных полётов под огнём противника, произвёл несколько важных разведок, давших возможность нашей артиллерии уничтожить неприятельский артиллерийский парк, обстрелять и остановить движение крупной колонны. Смелым полётом и искусным манером прогнал аэроплан противника и 29-го апреля, поднявшись для наблюдения за перегруппировкой войск противника, потерпел аварию, разбился и скончался от ран.
18 февраля 1916 года ему посмертно был присвоен чин капитана.

## Семья
Жена — Нина Николаевна Шуцман (1894 — 1.12.1914, Севастополь) — дочь инженер-подполковника Н. С. Шуцмана и сестра летчика, героя Первой и Второй мировых войн, Н. Н. Шуцмана. Венчание состоялось 28 сентября 1914 г. в Николаевском соборе Севастополя